# Ла-Фаєтт (Іллінойс)
Ла-Фаєтт (англ. La Fayette) — селище (англ. village) в США, в окрузі Старк штату Іллінойс. Населення — 160 осіб (2020).

## Географія
Ла-Фаєтт розташована за координатами 41°6′35″ пн. ш. 89°58′25″ зх. д. / 41.10972° пн. ш. 89.97361° зх. д. (41.109606, -89.973522).  За даними Бюро перепису населення США в 2010 році селище мало площу 0,49 км², уся площа — суходіл.

## Демографія
Згідно з переписом 2010 року, у селищі мешкали 223 особи в 85 домогосподарствах у складі 54 родин. Густота населення становила 456 осіб/км².  Було 92 помешкання (188/км²).
Расовий склад населення:
| - 94,6 % — білих - 1,3 % — корінних американців |

До двох чи більше рас належало 4,0 %. Частка іспаномовних становила 1,8 % від усіх жителів.
За віковим діапазоном населення розподілялося таким чином: 28,7 % — особи молодші 18 років, 57,8 % — особи у віці 18—64 років, 13,5 % — особи у віці 65 років та старші. Медіана віку мешканця становила 40,5 року. На 100 осіб жіночої статі у селищі припадало 92,2 чоловіків;  на 100 жінок у віці від 18 років та старших — 84,9 чоловіків також старших 18 років.
Середній дохід на одне домашнє господарство  становив 41 877 доларів США (медіана — 34 167), а середній дохід на одну сім'ю — 47 755 доларів (медіана — 45 833). Медіана доходів становила 43 750 доларів для чоловіків та 26 250 доларів для жінок. За межею бідності перебувало 27,4 % осіб, у тому числі 27,8 % дітей у віці до 18 років та 28,8 % осіб у віці 65 років та старших.
Цивільне працевлаштоване населення становило 72 особи. Основні галузі зайнятості: освіта, охорона здоров'я та соціальна допомога — 27,8 %, транспорт — 12,5 %, роздрібна торгівля — 12,5 %.